# Luna Voce
 (juillet 2013).
Luna Voce, de son vrai nom Luna Isabella Voce, née le 4 avril 1988  à Amsterdam, est un mannequin et une styliste[réf. nécessaire] italienne.

## Biographie
Elle est nommée Top Model of the World en 2011.
En juillet 2013, Luna Voce est couronnée Miss Italie Univers 2013[réf. nécessaire], pour participer à l'élection de Miss Univers 2013 qui aura lieu à Moscou le 9 novembre.